# 조지 듀이

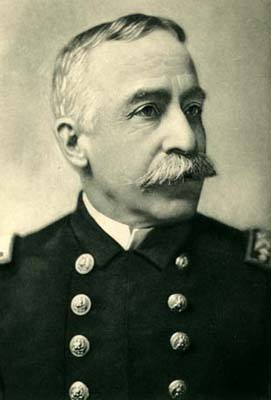

조지 듀이(George Dewey, 1837년 12월 26일 ~ 1917년 1월 16일)는 미국의 해군 대원수급으로, 미국 역사상 해당 지위를 얻는 유일한 사람이다. 미국-스페인 전쟁 시기 단지 미국 측에 한 명의 선원만 잃은 채 마닐라만 전투에서 승리한 것으로 유명하다.
버몬트주 몬트필리어에서 태어났다. 1854년 미국 해군사관학교에 들어갔다. 1858년 학사 학위를 받고 미국 남북 전쟁 초기에 USS 미시시피호의 소위(executive lieutenant)에 임명되었다.

## 같이 보기
- 5성 장군